# L&D
L&D GmbH ist ein deutsches Catering-Unternehmen mit Sitz im Ortsbezirk Ringen der Gemeinde Grafschaft im rheinland-pfälzischen Landkreis Ahrweiler. Neben Angeboten für das klassische Event-Catering, der gastronomischen Versorgung größerer Veranstaltungen, ist das Unternehmen hauptsächlich in der Betriebsgastronomie aktiv. L&D betrieb im Jahr 2019 mit über 1200 Mitarbeitern, davon waren rund 500 Köche, mehr als 90 Mitarbeiterrestaurants im Auftrag größerer Unternehmen. Diese Kantinen werden nach eigenen Angaben von rund 40.000 Gästen täglich frequentiert.

## Geschichte
Das Unternehmen wurde 1974 als Lohmeier & Deimel von Angehörigen der Familien Lohmeier und Deimel gegründet. Die Fernküche des Unternehmens in Mülheim-Kärlich lieferte zu Beginn Mittagessensportionen bis nach Trier und Koblenz aus. In den folgenden Jahren erfolgten der Aufbau eines Partyservice und ab 1981 der Betrieb von Mitarbeitercasinos in sechs Bonner Bundesministerien und -ämtern. Seit den 1990er Jahren wurden durch Lohmeier & Deimel Schulmensen, Kindertagesstätten und Behindertenwerkstätten beliefert. Seit dem Jahr 2003 ist L&D ein Tochterunternehmen der italienischen CAMST-Gruppe, die im Jahr 2019 mit 13.000 Mitarbeitern in mehreren Ländern Europas einen Umsatz von 626 Millionen Euro erwirtschaftete. Im Jahr 2016 wurde ein neuer Firmensitz in der Gemeinde Grafschaft bezogen.